# Ernie Grunfeld

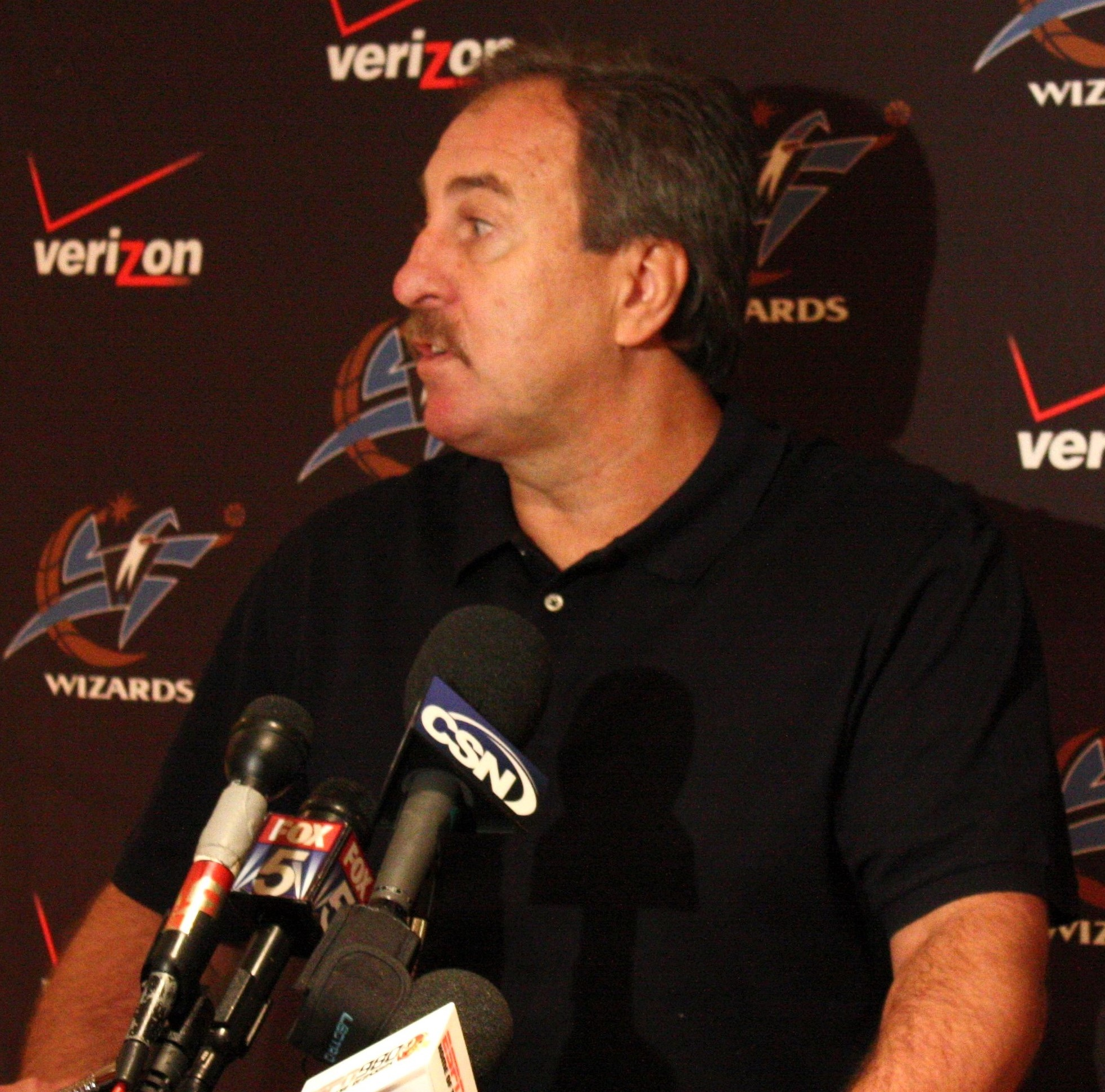
Ernie Grunfeld 2009.

Ernest "Ernie" Grunfeld, född 24 april 1955 i Satu Mare i Rumänien, är en amerikansk basketledare och före detta basketspelare. Han är sedan 2003 general manager för Washington Wizards i NBA. Han har även varit ledare inom New York Knicks (1989–1999) och varit general manager för Milwaukee Bucks (1999–2003).

## Landslagskarriär
Ernie Grunfeld var med och vann OS-guld i basket 1976 i Montréal. Detta var USA:s åttonde guld i herrbasket i olympiska sommarspelen.

## Lag som spelare
- Milwaukee Bucks (1977–1979)
- Kansas City Kings (1979–1982)
- New York Knicks (1982–1986)